# Piaseczno (jezioro w województwie wielkopolskim)
Piaseczno – jezioro w woj. wielkopolskim, w pow. pilskim, w granicach administracyjnych miasta Piły, leżące na terenie Doliny Gwdy.
Według urzędowego spisu opracowanego przez Komisję Nazw Miejscowości i Obiektów Fizjograficznych (KNMiOF) opublikowanego przez Główny Urząd Geodezji i Kartografii (GUGiK) i udostępnionego na stronach Komisja Standaryzacji Nazw Geograficznych (KSNG) nazwa tego jeziora to Piaseczno. W publikacjach i na mapach topograficznych jezioro występuje pod nieoficjalną nazwą Jezioro Jeleniowe, potocznie nazywa się je także Jelonkami. Dawna niemiecka nazwa wówczas łączących się trzech jezior: Piaseczna, Bagiennego oraz małego już nieistniejącego jeziora na północnym krańcu jeziora Piaseczno to Dreisee.
Powierzchnia zwierciadła wody według różnych źródeł wynosi od 12,5 ha przez 13,0 ha do 13,2 ha.

Zwierciadło wody położone jest na wysokości 74,8 m n.p.m. Średnia głębokość jeziora wynosi 5,7 m, natomiast głębokość maksymalna 10,1 m.
W oparciu o badania przeprowadzone w 2006 roku jezioro zaliczono do I klasy czystości i II kategorii podatności na degradację.
Jezioro położone jest około 6 km na wschód od centrum Piły w pobliżu jezior Bagiennego i Płocie.
Jezioro położone jest ok. 600 m na południe od drogi lokalnej łączącej Piłę z Zelgniewem i około 1 km na południe od ośrodków wypoczynkowych nad jeziorem Płotki.
Przez cały wschodni i część południowego brzegu jeziora ciągnie się niestrzeżona plaża. Na północnym i południowym krańcu jeziora znajdują się parkingi leśne. Dojazd do jeziora jest możliwy także ścieżką rowerową biegnącą do jeziora Płotki.
W rejonie jeziora, szczególnie w okolicy bagien łączących cieki wodne jeziora Bagiennego i jeziora Płotki znajdują się bunkry będące pozostałością części umocnień Pozycji Pilskiej.